# Durup-Tøndering-Nautrup Sogn
Durup-Tøndering-Nautrup Sogn er et sogn i Salling Provsti (Viborg Stift).
I 1800-tallet var Tøndering Sogn anneks til Durup Sogn. Begge sogne hørte til Harre Herred i Viborg Amt. Durup-Tøndering sognekommune blev ved kommunalreformen i 1970 indlemmet i Sallingsund Kommune, som ved strukturreformen i 2007 indgik i Skive Kommune.
I Durup-Tøndering-Nautrup Sogn ligger Durup Kirke, Tøndering Kirke og Nautrup Kirke
Sognet blev dannet 1. december 2024 ved sammenlægning af Durup Sogn, Tøndering Sogn og Nautrup Sogn